# Melasphaerula ramosa
Melasphaerula ramosa är en irisväxtart som först beskrevs av Carl von Linné, och fick sitt nu gällande namn av Friedrich Wilhelm Klatt. Melasphaerula ramosa ingår i släktet Melasphaerula och familjen irisväxter. Inga underarter finns listade i Catalogue of Life.

## Bildgalleri

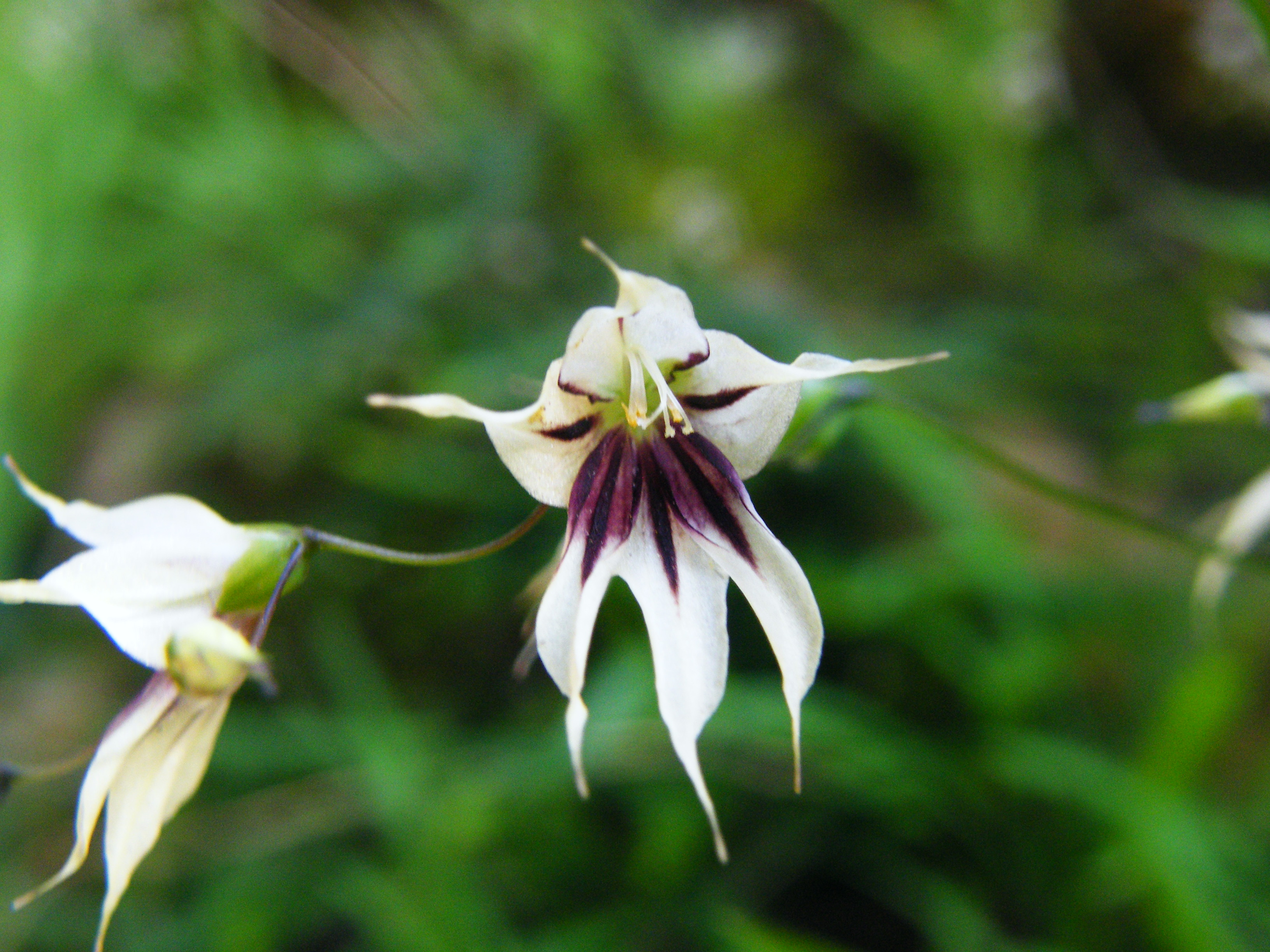
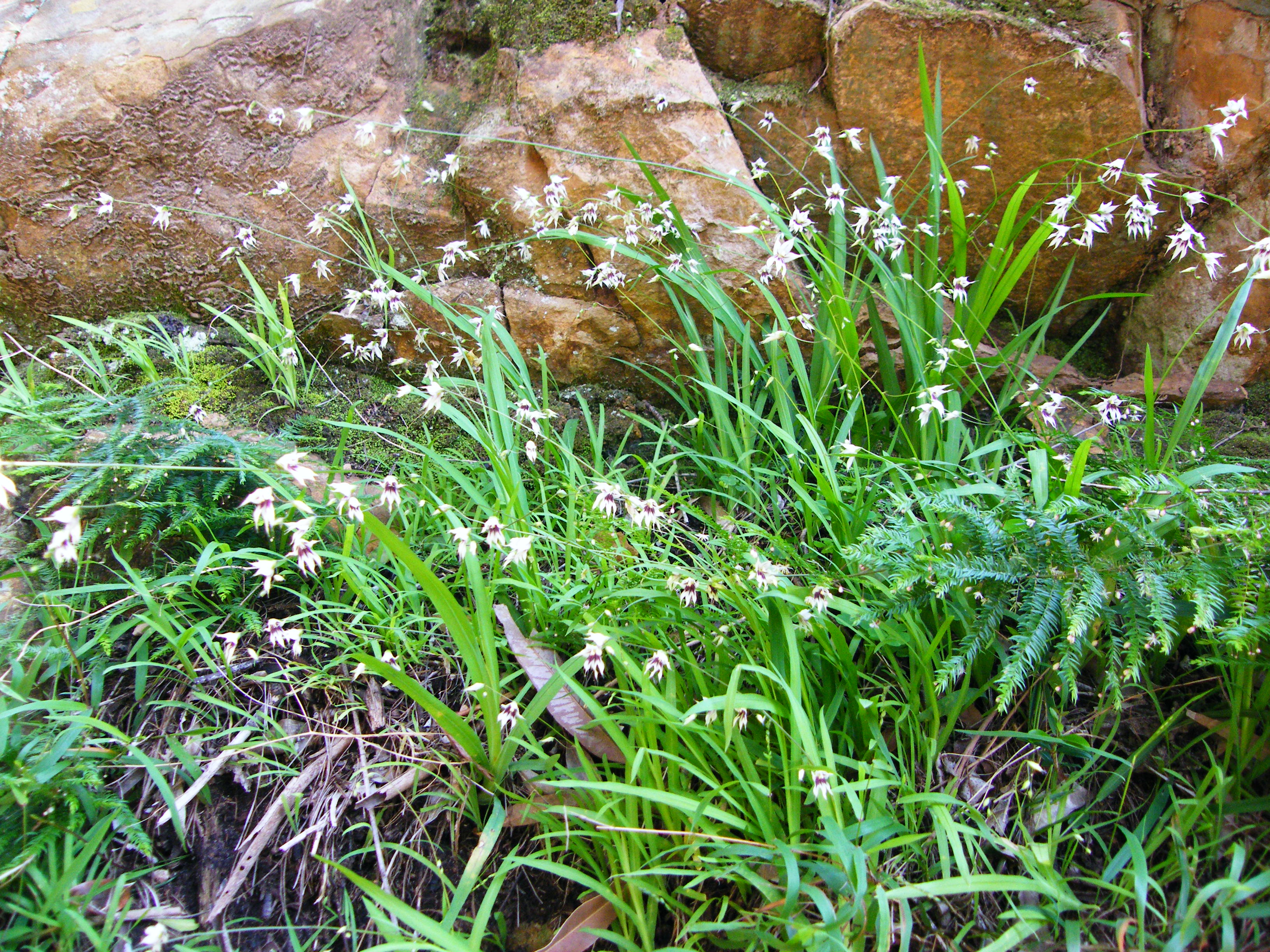